# Enantia melite
Enantia melite is een vlindersoort uit de familie Pieridae (witjes) en de onderfamilie Dismorphiinae.
De wetenschappelijke naam Enantia melite werd in 1763 gepubliceerd door Linnaeus.